# El Tajín
El Tajín là một địa điểm khảo cổ thời tiền Columbus ở miền nam Mexico và là một trong những thành phố lớn nhất và quan trọng nhất trong thời đại cổ điển của Mesoamerica. Là một phần của nền văn hóa cổ điển Veracruz, El Tajín phát triển từ năm 600 đến 1200 và trong thời gian này, nhiều ngôi đền, cung điện, các sân bóng và kim tự tháp được xây dựng. Từ thời điểm thành phố sụp đổ, vào năm 1230, đến năm 1785, không một người châu Âu nào có vẻ đã biết về sự tồn tại của nó, cho đến khi một thanh tra chính phủ tình cờ phát hiện Kim tự tháp của các Niches.
El Tajín được công nhận là di sản thế giới năm 1992, do tầm quan trọng văn hóa và kiến trúc của nó. Kiến trúc này bao gồm việc sử dụng hốc trang trí và xi măng dưới dạng chưa biết trong phần còn lại của Mesoamerica. Công trình nổi tiếng nhất của nó là Kim tự tháp của Niches, nhưng các di tích quan trọng khác bao gồm Arroyo Group, Bắc và Nam Ballcourts và cung điện Tajín Chico. Tổng cộng đã có 20 sân bóng được phát hiện tại địa điểm này, (3 lần khám phá cuối cùng được phát hiện vào tháng 3 năm 2013). Từ những năm 1970, El Tajin là địa điểm khảo cổ quan trọng nhất trong Veracruz dành cho khách du lịch, thu hút 386.406 khách tham quan trong năm 2017.